# Hans Rohrbach
Hans Rohrbach (Berlino, 27 febbraio 1903 – Bischofsheim an der Rhön, 19 dicembre 1993) è stato un matematico tedesco, noto anche per le sue pubblicazioni sul rapporto tra scienza e fede.
Figlio del giornalista Paul Rohrbach, si laureò in matematica nel 1923 all'università di Berlino. In seguito studiò anche fisica e filosofia nella stessa università, dove dal 1927 fu assistente di matematica. Nel 1932 conseguì un dottorato discutendo la tesi Die Charaktere der binären Kongruenzgruppen mod p2 con Issai Schur. Il settore della matematica da lui preferito era la teoria analitica dei numeri. 
Nel 1936 diventò assistente di matematica alla Università Georg-August di Gottinga, e nel 1941 professore associato e poi professore ordinario presso l'Università Carlo IV di Praga. Dal 1951 fino al pensionamento è stato docente di matematica presso l'Università di Magonza, di cui nel 1966-67 fu anche rettore.  
Durante la seconda guerra mondiale Rohrbach lavorò con il ministero degli esteri tedesco per decifrare le trasmissioni in codice degli Alleati. Tra l'altro, il suo gruppo riuscì a decifrare i codici segreti dell'ambasciata degli Stati Uniti a Berna. 
Dopo la guerra, Rohrbach e sua moglie Rose si convertirono al cristianesimo. Rohrbach è stato il primo presidente del movimento di ispirazione cristiana Studentenmission in Deutschland, impegnato a propagandare e diffondere i valori cristiani nelle scuole ed università tedesche. 
Dal 1952 al 1977 Rohrbach fu direttore, assieme ad Helmut Hasse, della rivista di matematica Crelle's Journal.  
Nel 1977 Rohrbach e la moglie si trasferirono a Bischofsheim an der Rhön, dove lavorarono nel centro pastorale
Christlichen Tagungsstätte Hohe Rhön. Rohrbach ha pubblicato numerosi libri e articoli su temi scientifici e teologici, sostenendo la possibilità di conciliare la scienza con la fede religiosa. 